# Hadi Fayyadh
Muhammad Hadi Fayyadh bin Abdul Razak (sinh ngày 22 tháng 1 năm 2000) là một cầu thủ bóng đá người Malaysia.

## Sự nghiệp câu lạc bộ
Hadi Fayyadh hiện đang chơi cho Fagiano Okayama.

## Thống kê sự nghiệp

### Bàn thắng quốc tế

#### U-23 Malaysia
| Hadi Fayyadh – bàn thắng cho U-23 Malaysia | Hadi Fayyadh – bàn thắng cho U-23 Malaysia | Hadi Fayyadh – bàn thắng cho U-23 Malaysia      | Hadi Fayyadh – bàn thắng cho U-23 Malaysia | Hadi Fayyadh – bàn thắng cho U-23 Malaysia | Hadi Fayyadh – bàn thắng cho U-23 Malaysia | Hadi Fayyadh – bàn thắng cho U-23 Malaysia | Hadi Fayyadh – bàn thắng cho U-23 Malaysia |
| #                                          | Ngày                                       | Địa điểm                                        | Đối thủ                                    | Bàn thắng                                  | Kết quả                                    | Giải đấu                                   |                                            |
| ------------------------------------------ | ------------------------------------------ | ----------------------------------------------- | ------------------------------------------ | ------------------------------------------ | ------------------------------------------ | ------------------------------------------ | ------------------------------------------ |
| 1.                                         | 22 tháng 5 năm 2022                        | Sân vận động Quốc gia Mỹ Đình, Hà Nội, Việt Nam | Indonesia                                  | 1–1                                        | 1–1                                        | Đại hội Thể thao Đông Nam Á 2021           |                                            |

#### U-19 Malaysia
| Hadi Fayyadh – bàn thắng cho U-19 Malaysia | Hadi Fayyadh – bàn thắng cho U-19 Malaysia | Hadi Fayyadh – bàn thắng cho U-19 Malaysia          | Hadi Fayyadh – bàn thắng cho U-19 Malaysia | Hadi Fayyadh – bàn thắng cho U-19 Malaysia | Hadi Fayyadh – bàn thắng cho U-19 Malaysia | Hadi Fayyadh – bàn thắng cho U-19 Malaysia      | Hadi Fayyadh – bàn thắng cho U-19 Malaysia |
| #                                          | Ngày                                       | Địa điểm                                            | Đối thủ                                    | Bàn thắng                                  | Kết quả                                    | Giải đấu                                        |                                            |
| ------------------------------------------ | ------------------------------------------ | --------------------------------------------------- | ------------------------------------------ | ------------------------------------------ | ------------------------------------------ | ----------------------------------------------- | ------------------------------------------ |
| 1.                                         | 4 tháng 9 năm 2017                         | Sân vận động Aung San, Yangon, Myanmar              | Lào                                        | 1–0                                        | 4–1                                        | Giải vô địch bóng đá U-18 Đông Nam Á 2017       |                                            |
| 2.                                         | 4 tháng 9 năm 2017                         | Sân vận động Aung San, Yangon, Myanmar              | Lào                                        | 4–1                                        | 4–1                                        | Giải vô địch bóng đá U-18 Đông Nam Á 2017       |                                            |
| 3.                                         | 6 tháng 9 năm 2017                         | Sân vận động Aung San, Yangon, Myanmar              | Singapore                                  | 3–1                                        | 3–1                                        | Giải vô địch bóng đá U-18 Đông Nam Á 2017       |                                            |
| 4.                                         | 31 tháng 10 năm 2017                       | Sân vận động Công cộng Paju, Paju, Hàn Quốc         | Đông Timor                                 | 0–1                                        | 1–3                                        | Vòng loại giải vô địch bóng đá U-19 châu Á 2018 |                                            |
| 5.                                         | 6 tháng 11 năm 2017                        | Sân vận động Công cộng Paju, Paju, Hàn Quốc         | Indonesia                                  | 1–0                                        | 4–1                                        | Vòng loại giải vô địch bóng đá U-19 châu Á 2018 |                                            |
| 6.                                         | 6 tháng 11 năm 2017                        | Sân vận động Công cộng Paju, Paju, Hàn Quốc         | Indonesia                                  | 4–1                                        | 4–1                                        | Vòng loại giải vô địch bóng đá U-19 châu Á 2018 |                                            |
| 7.                                         | 20 tháng 10 năm 2018                       | Sân vận động Patriot Candrabhaga, Bekasi, Indonesia | Ả Rập Xê Út                                | 1–2                                        | 1–2                                        | Giải vô địch bóng đá U-19 châu Á 2018           |                                            |
| 8.                                         | 23 tháng 10 năm 2018                       | Sân vận động Patriot Candrabhaga, Bekasi, Indonesia | Tajikistan                                 | 1–0                                        | 2–2                                        | Giải vô địch bóng đá U-19 châu Á 2018           |                                            |